# Metopius harpyiae
Metopius harpyiae là một loài tò vò trong họ Ichneumonidae.